# Schichtshöhn
Schichtshöhn ist eine Ortschaft im Ortsteil Mengersgereuth-Hämmern der Gemeinde Frankenblick im Landkreis Sonneberg in Thüringen.

## Lage
Das ehemalige Dorf Schichtshöhn liegt im Südwesten von Mengersgereuth-Hämmern.

## Geschichte
1358–1362 wurde der Ort erstmals urkundlich erwähnt. Am 1. April 1923 folgte die Zwangseingemeindung nach Mengersgereuth-Hämmern.
Am 1. Januar 2012 wurde Schichtshöhn im Zuge des Zusammenschlusses der Gemeinden Effelder-Rauenstein und Mengersgereuth-Hämmern ein Teil der Gemeinde Frankenblick.

## Dialekt
In Schichtshöhn wird Itzgründisch, ein mainfränkischer Dialekt, gesprochen.